# Монітори типу «Горгон»
Монітори типу "Горгон" (Gorgon-class monitors) - тип моніторів ВМС Великої Британії під час Першої світової війни. Gorgon та  однотипний Glatton будувалися як броненосці берегової оборони ВМС Норвегії (Nidaros та Bjørgvin відповідно) але були реквізовані британцями для власних потреб. 

## Придбання та адаптація
На початку Першої світової війни броненосці вже були спущені на воду. Королівський флот реквізував більшість військових кораблів які будувалися у Британії. Кораблі перейменували на Glatton та Gorgon, іменами побудованих у 1970-ті британських брустверних моніторів. Добудова кораблів суттєво затрималася через переробки за вимогами військових моряків. які включали, зокрема переробку котлів, аби вони могли використовувати і вугілля і нафту, та встановлення 12 цистерн з подвійними стінками для нафти. Ці роботи розпочалися у січні 1915, але призупинили вже у травні, хоч до завершення робі залишалося 10 - 12 місяців. Вивільнені ресурси спрямували на добудову лінійних крейсерів Furious та Courageous, які також будувала фірма Armstrong.

## Історія

### Gorgon
Gorgon вперше був застосований у бою для бомбардування німецьких артилерійських позицій у Бельгії наприкінці липня 1918 року. Монітор обстрілював міст Snaeskerk  28 та 29 серпня, але досяг лише одного близького влучання. Корабель обстрілював німецькі батареї 14 жовтня, але вимушений був поспішно відступити, після того, як німецька важка артилерія по ньому пристрілялась і він був уражений осколками від близьких попадань. Наступного дня монітор обстрілював інший міст. Це були останні снаряди британського військового корабля по цілям у окупованій Бельгії.

### Glatton
Після завершення Glatton прибув у Дувр 11 вересня 1918 року. О 16:15  16 вересня у артилерійському погребі здетонували запаси кордиту. аби запобігти поширенню пожежі на транспорт боєприпасів Gransha, пришвартованого лише за 140 метрів від монітора, він був потоплений есмінцями Cossack та Myngs. При чому лише 530 міліметрові торпеди другого есмінця були досить потужними аби потопити корабель.